# 254863 Robinwarren
254863 Robinwarren este o planetă minoră (asteroid) din centura de asteroizi. A fost descoperită pe 24 septembrie 2005 la Borbona de Vincenzo Silvano Casulli⁠(d). 
Obiectul prezintă o orbită caracterizată de o semiaxă mare de 2,6380434211026 UAi, o excentricitate de 0,1, o înclinație de 11,4 ° în raport cu ecliptica.